# Motopi
Motopi è un villaggio del Botswana situato nel distretto Centrale, sottodistretto di Boteti. Il villaggio, secondo il censimento del 2011, conta 1.340 abitanti.

## Località
Nel territorio del villaggio sono presenti le seguenti 3 località:
- Mosetlho di 25 abitanti,
- Setshobenaga di 46 abitanti,
- Tsodobe di 25 abitanti